# Miguel Pedro
Miguel António Teixeira Ferreira Pedro (Porto, 6 novembre 1983) è un ex calciatore portoghese, di ruolo attaccante.

## Carriera

### Club
Nato a Porto, viene formato calcisticamente al Salgueiros, che nel 2002 lo fa esordire in Segunda Liga, prima di passare nel 2004 al Desportivo Aves. Nell'estate 2006 passa all'Académica di Coimbra, con cui debutta in Primeira Liga il 28 agosto nel corso del pareggio 1-1 in casa del Vitória Setúbal. Alla fine della stagione 2005-2006 può vantare 26 presenze (incluse due reti) e raggiunge la salvezza col club conimbricense. Resta all'Académica fino al 2009, venendo impiegato prevalentemente come sostituto ma segnando anche una rete prestigiosa contro il Porto, nella sconfitta per 2-3 del 25 ottobre 2009.
L'8 dicembre 2009 viene ceduto all'Anorthōsī Ammochōstou per 100.000 euro, sottoscrivendo un contratto di tre anni e mezzo. La squadra di Famagosta non aveva però pagato il contributo di solidarietà al Salgueiros e al Desportivo Aves e la Camera per la risoluzione delle controversie FIFA ha ordinato allora il pagamento. Per la stagione 2010-2011 si trasferisce in prestito all'Ermīs Aradippou.
Nel luglio 2011 Miguel Pedro torna in patria, firmando un biennale col Feirense appena promosso in prima divisione. Dal 2012 al 2015 gioca per il Vitória Setúbal, mentre nel 2015-2016 milita nel Panachaïkī, squadra di Patrasso. Dopo un'esperienza biennale al Freamunde, nel 2018 torna al Salgueiros, la squadra che lo ha lanciato nei professionisti.
Dal 2019 al 2021 ha fatto parte della rosa del Maia.

### Nazionale
Miguel Pedro ha giocato quattro partite con la nazionale portoghese under-20, tutte nel 2003.